# Balaton Park Circuit
Het Balaton Park Circuit is een permanent circuit nabij de Hongaarse stad Balatonfőkajár. Vanaf 2025 is het circuit gastheer van zowel de MotoGP als het wereldkampioenschap superbike.

## Geschiedenis
De bouw van het Balaton Park Circuit begon in 2019. Het circuit is eigendom van een groep investeurs onder leiding van voormalig autocoureur Chanoch Nissany. Het doet tevens dienst als testcircuit van Nissan.
In 2024 zou het Balaton Park Circuit op de kalender van het wereldkampioenschap superbike en het wereldkampioenschap Supersport staan, maar deze ronde ging niet door vanwege werkzaamheden op het circuit; het werd vervangen door het Autódromo do Estoril. Ook zou het dat jaar dienst doen als reservecircuit van de MotoGP, voordat dit kampioenschap in 2025 terug zou keren naar Hongarije op de Hungaroring.
In 2025 werd het Balaton Park Circuit opnieuw opgenomen op de kalender van het WK superbike en WK Supersport. Tevens bleek dat het datzelfde jaar in de MotoGP gastheer zou zijn van de Grand Prix van Hongarije. Ter voorbereiding testten beide kampioenschappen op het circuit.

## Circuit

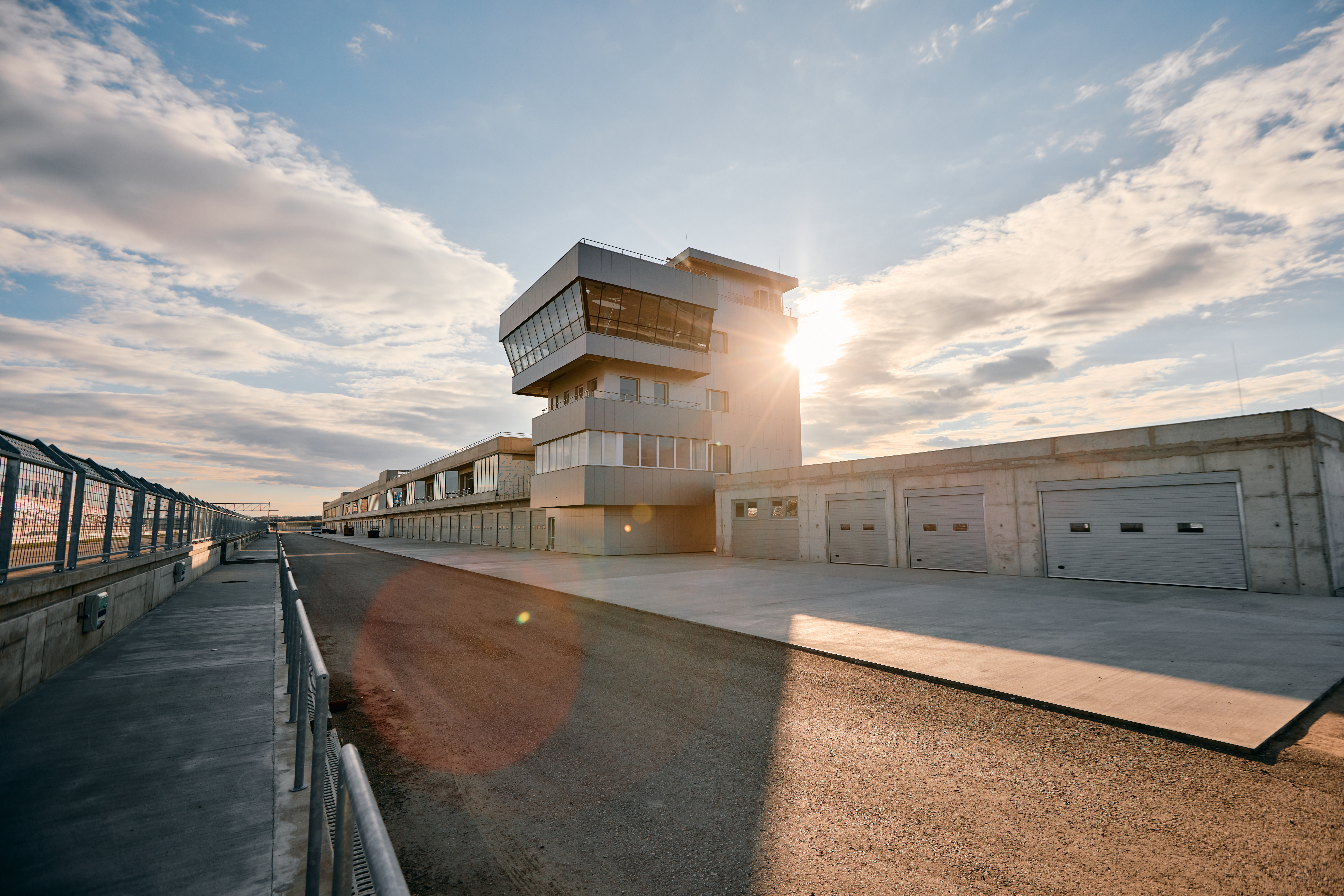
De pitstraat van het Balaton Park Circuit.

Het Balaton Park Circuit is ontworpen om te voldoen aan de hoogste standaarden van de FIA (Grade 1). Oorspronkelijk kreeg het een Grade 2-licentie.
Het circuit is 4,115 kilometer lang en heeft een breedte van tussen de 12 en 15 meter. Het telt zestien bochten, zes naar rechts en tien naar links. Voor motorfietsen wordt een andere layout gebruikt. De bochten 6 en 7 zijn krapper gemaakt, bocht 11 is veranderd in een chicane en de sectie tussen de bochten 13 en 16 zijn eveneens krapper gemaakt zodat de muren verder van het circuit staan. Deze layout heeft een lengte van 4,075 kilometer.

## Evenementen

Layout van het Balaton Park Circuit voor motorfietsen.

Naast de MotoGP en de WK's superbike en Supersport vinden ook de supportklassen Moto2, Moto3, MotoE, FIM Women's Circuit Racing World Championship en FIM R3 bLU cRU World Cup op het Balaton Park Circuit plaats. Ook worden autoraces op het circuit gehouden, waaronder de Porsche Sprint Challenge Central Europe, de TCR Eastern Europe Trophy en de ESET Cup Series.